# Tysklands damlandslag i basket

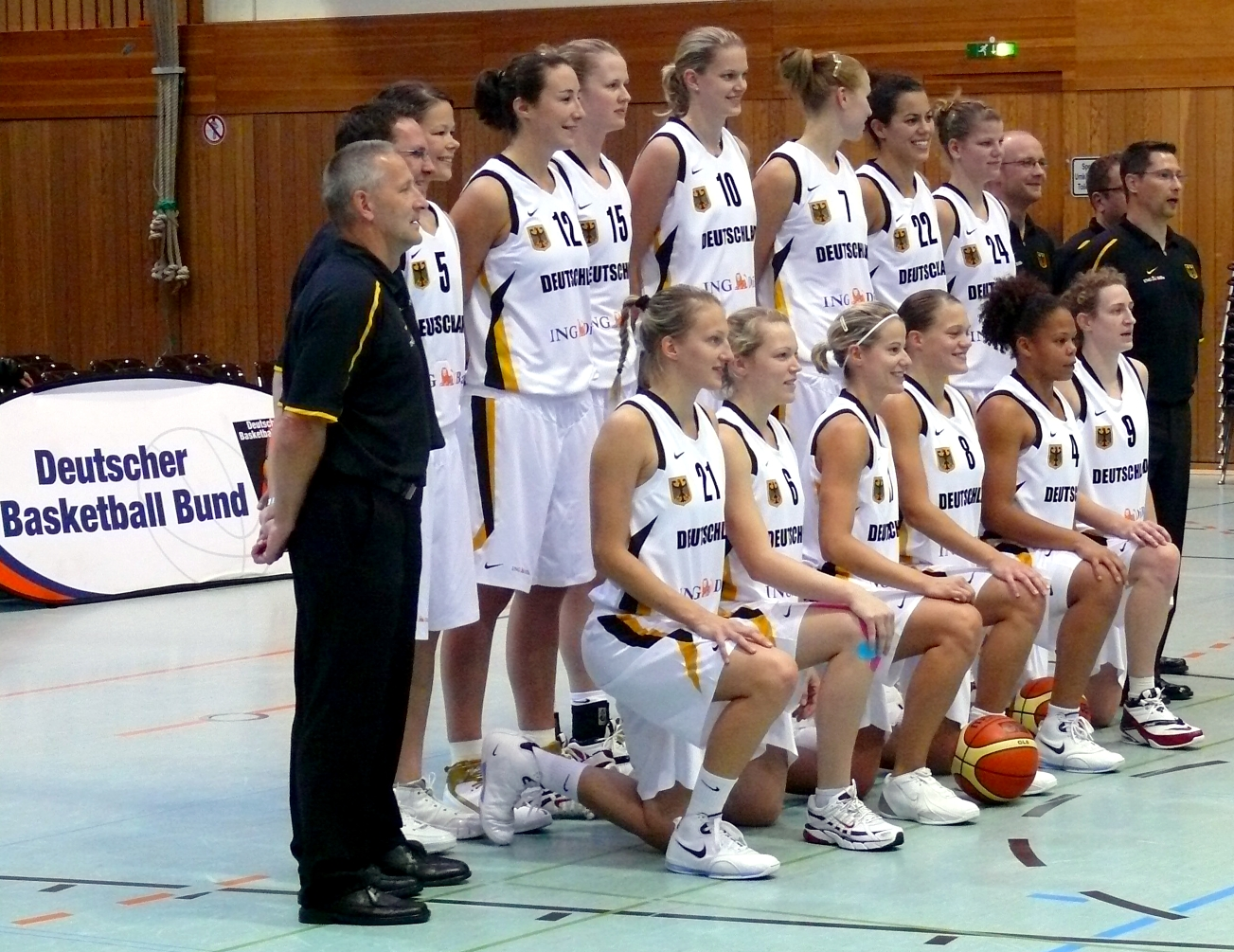
Laget från 2007

Tysklands damlandslag i basket spelade, som Västtyskland, sin första landskamp den 4 juni 1954 i Belgrad då man utklassades av Jugoslavien med 14-69 under Europamästerskapet. Laget tog brons i Europamästerskapet 1997.
Sedan deltog Tysklands damlandslag vid europamästerskapen 1999, 2005, 2007 och 2011 men vann ingen medalj. Laget har endast kvalificerat sig för 1998 års världsmästerskap och har – fram till 2022 – inte deltagit i några olympiska spel.